# Abraxas pantata
Abraxas pantata là một loài bướm đêm trong họ Geometridae.